# Moulin de la Roche
Ne doit pas être confondu avec le moulin des Roches ou avec la minoterie du Moulin-de-la-Roche située à Fontenay-le-Comte, dans la Vendée.
Le moulin de la Roche est un moulin situé à La Possonnière, en France.

## Localisation
Le moulin est situé dans le département français de Maine-et-Loire, sur la commune de La Possonnière.

## Historique
L'édifice est inscrit au titre des monuments historiques en 1977. Le Moulin de la Roche a été restauré en 1980 avec l'aide de l'association des Moulins de l'Anjou, des Monuments Historiques, du département de Maine-et-Loire et de la Commune de La Possonnière. Situé sur une butte dominant la vallée de la Loire, le Moulin à vent de la Roche, qui dépendait autrefois des terres du château de Serrant, fut construit dans le courant de la deuxième moitié du XVIIe siècle : il ne possédait alors qu'une seule paire de meules et sa voilure était en toile comme toutes celles de moulins antérieurs à 1850. Vers 1860, il fut rehaussé pour recevoir des ailes à voilure en planches qui venaient d'être inventées par l'ingénieur Berton. À ce moment, il fut équipé de deux paires de meules et d'un régulateur à boules. Il s'était arrêté de tourner en 1914. Classé par les Monuments Historiques en 1977, le moulin de la Roche fut restauré en 1980 par M. Croix, charpentier-amoulageur de La Cornuaille et remis au vent le 17 décembre 1980. C'est un moulin-tour c'est-à-dire qu'il est constitué d'une tour cylindrique en maçonnerie coiffée d'une toiture conique pivotante,. Le moulin a perdu ses ailes le 13 février 2016 à la suite d'une tempête.